# Anak Suren-Pahlav
Anak Suren-Pahlav war ein parthischer Aristokrat, der im Dienste seines Herren, des sassanidischen Königs der Könige Schapur I. (240–270/72) des Perserreiches, den König von Großarmenien, Chosroes II. Medz (Tiridates II.) um 252 ermordete und so dazu beitrug, dass Großarmenien für Jahre unter die Oberherrschaft des Sassanidenreiches geriet. Zugleich war er der Vater von Gregor dem Erleuchter, dem Apostel der Armenier, welcher der erste Katholikos (Patriarch) der Armenischen Apostolischen Kirche war. Anak war dadurch der älteste namentlich bekannte Stammvater der Familie der Gregoriden, die das Amt des Katholikos durch fünf Generationen hindurch gleichsam als Erbamt ausübten und vielfach als Heilige der Armenischen Kirche verehrt werden.

## Herkunft
Anak entstammte, wie die armenischen Geschichtsschreiber übereinstimmend berichten, den Suren-Pahlav, einer der sieben parthischen Adelsfamilien. Die Suren waren ein Zweig des parthischen Hauses der Pahlav, deren anderer Zweig, die Karen-Pahlav, von der Familie Kamsarakan repräsentiert wurde. Der vielleicht berühmteste Vertreter dieses zweiten Zweiges war der Religionsstifter des Manichäismus, Mani, dessen Mutter aus dem Haus Kamsarakan stammte.
Das Haus Suren-Pahlav, dessen wichtigste Besitzungen in Sakestan – heute beiderseits der iranisch-afghanischen Grenze – lagen und dessen Angehörige als Gouverneure die Provinz Sistan im Ostiran regierten, genoss besondere Privilegien. So stand seinem Oberhaupt das Recht zu, die parthischen Großkönige von Persien aus dem Haus der Arsakiden zu krönen. Auch war das Amt des militärischen Oberkommandierenden in der Familie erblich, sodass dessen Amtsbezeichnung „Surena“ dem Familiennamen entlehnt wurde. Ein Verwandter – und möglicher Vorfahre – Anaks war General Surenas (* ca. 84 v. Chr.; † ca. 52 v. Chr.), Spahbod (Heerführer) des Partherreiches, der im Jahr 53 v. Chr. die Römer unter Marcus Licinius Crassus in der berühmten Schlacht bei Carrhae (heute Harran, eine Stadt und ein Landkreis der türkischen Provinz Şanlıurfa) besiegte. Diese Sonderstellung beruhte darauf, dass die Suren-Pahlav selbst ein entfernter Zweig der parthischen Dynastie der Arsakiden waren, die von 247 v. Chr. bis 224 n. Chr. als „Könige der Könige“ das Perserreich (von 54 n. Chr. bis 428 n. Chr.) als Könige das historische Großarmenien und 189 bis 284 Iberien regierten.
Über die Herkunft Anaks bestehen verschiedene Überlieferungen. Nach einer vor kurzem entdeckten syrischen Version des Agathangelos wäre Anak nicht ein entfernter Verwandter, sondern ein Bruder des ermordeten Königs Chosroes II. (Tiridates II.) und daher selbst ein Angehöriger der armenischen Arsakiden gewesen. Die vorherrschende Meinung der armenischen Historiker, wonach Anak ein Angehöriger der Suren-Pahlav war, besitzt jedoch insofern Glaubwürdigkeit, da die Hagiographen von Gregor dem Erleuchter wohl gerne die Tatsache verschwiegen hätten, dass der heilige Apostel Armeniens und dessen Familie – die vielfach ebenso heiligen Patriarchen der Armenischen Apostolischen Kirche aus dem Haus der Gregoriden – Nachkommen eines Königsmörders waren.

## Biografie
Über die konkreten Lebensumstände von Anak Suren liegen nur wenige Angaben der armenischen Geschichtsschreiber vor. Nach Agathangelos war er Herr von Ekegheac.
Anak verdankt seine Bedeutung zwei widersprüchlichen Umständen: 
- Einem Mord, durch den er seinem Herrscher – Schapur I., dem König der Könige des Sassanidenreiches – einen aufwändigen Krieg mit ungewissem Ausgang ersparte, indem er den König des zu unterwerfenden Staates tötete.
- Seinem Sohn, Gregor dem Erleuchter, durch den er der Stammvater der Gregoriden wurde, der Familie Armeniens, die durch fünf Generationen hindurch über hundert Jahre lang das höchste kirchliche Amt Armeniens, des Katholikos, gleichsam als erbliche Dynastie ausübte.

Ein wichtiger Parameter des Dramas, in dem Anak eine Rolle spielen sollte, war der Umstand, dass die Arsakiden, die parthische Dynastie, die das Perserreich seit über 400 Jahren regiert hatte, durch Ardaschir I., den Begründer des Sassanidenreiches, um das Jahr 224 n. Chr. gestürzt worden waren. Obwohl Anak selbst arsakidischer Herkunft und daher mit dem gestürzten Haus verwandt war, akzeptierte er wie andere persische Magnaten diesen Wechsel der Dynastie und trat zur Wahrung der bisherigen Machtposition in den Dienst der neuen Dynastie ein. 
In Armenien herrschte damals eine jüngere Linie der Arsakiden, die durch den Sturz der mächtigen Hauptlinie des Hauses in Persien ihre wichtigste Stütze verlor. Der König von Großarmenien, Chosrow Medz – von den klassischen Autoren als Tiridates II. bezeichnet – versuchte daher, seine entthronten Vettern in Persien wieder an die Macht zu bringen und den Usurpator Ardaschir I. zu vertreiben. Gestützt auf eine große Koalition, bestehend aus den kaukasischen Fürsten von Albania, Iberien und den Alanen sowie im Osten auf Kuschana, das Reich von Kuschan, das von Baktrien über Kabul und Peschawar bis in den Nordosten Indiens reichte, eröffnete Chosrow den Kampf, der sich über Jahre hinzog. Dem energischen Nachfolger Ardaschirs als König der Könige des Perserreiches Schapur I. gelang es, mit seinen Truppen zwischen 241 und 251 nach Peschawar vorzudringen und den wichtigsten Verbündeten Armeniens, den Kaiser von Kuschana, Vasudeva (aus zeitlichen Gründen wohl Vasischka) zu stürzen.
Für Schapur I. galt es nun, auch den Hauptgegner – den arsakidischen Herrscher von Großarmenien – Chosrau II. (Trdat/Tiridates II.) zu besiegen. Anak soll sich erbötig gemacht haben, das Problem in eigener Regie zu lösen. Er begab sich daher mit seinem Bruder an den Hof des mit ihm verwandten armenischen Königs in Vagharshapat (Etschmiadsin), setzte sich in dessen Vertrauen und benützte eine günstige Gelegenheit, um ihn um 252 zu ermorden. Aus Rache wurden nicht nur Anak und sein Bruder, sondern auch der Rest seiner Familie getötet, wobei lediglich zwei seiner Söhne, der spätere Gregor der Erleuchter und ein namentlich unbekannter Bruder, dank der Fürsorge ihrer Erzieher nach Caesarea in Kappadokien entkommen konnten. 
Armenien wurde dadurch eine leichte Beute von Schapur I., der auch Syrien überfiel, Antiochia am Orontes plünderte und 260 durch List sogar den regierenden römischen Kaiser Valerian (253–260) gefangen nahm. Auch der Erbe des armenischen Königreiches – der spätere erste christliche König und Heilige, Tiran (Helios) Tiridates Trdat III. der Große – wurde dadurch zur Flucht in das Römische Reich gezwungen. Dieses war die andere Großmacht der Zeit, die um die Kontrolle Armeniens bemüht war und die über ein halbes Jahrtausend lang – seit der Schlacht bei Carrhae im Jahr 53 v. Chr. bis zur Schlacht bei den Ruinen von Ninive im Jahr 627 n. Chr. – immer wieder gegen das Perserreich Krieg führte, erst gegen die Parther und dann gegen die Sassaniden.

## Ehe und Nachkommen
Anak war der armenischen Überlieferung nach mit einer Frau namens Okohe verheiratet, über deren Herkunft allerdings nichts Näheres bekannt ist.
Anak Suren-Pahlav hatte zumindest zwei Söhne:
- Gregor der Erleuchter (* c. 240, † c. 332), Apostel der Armenischen Kirche, Katholikos (Patriarch) der Armenisch-Apostolischen Kirche und Heiliger (Fest Armenische Kirche: 9. Juni, Römisch Katholische Kirche: 30. September)

- N., ein namentlich nicht bekannter Bruder.